# Steve Davis (Posaunist)

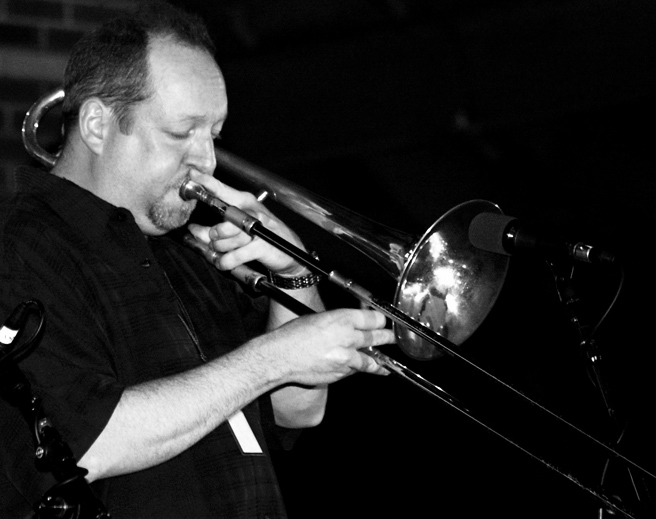
Steve Davis auf dem Hartford Jazz Festival 2007.

Steve Davis  (* 14. April 1967 in Worcester [Massachusetts]) ist ein US-amerikanischer Jazz-Posaunist des Hardbop.

## Leben
Davis wuchs in Binghamton (New York) auf und studierte Jazz an der Hartt School der University of Hartford bei Jackie McLean; dieser empfahl ihn dann Art Blakey, der ihn 1989 in die Jazz Messengers aufnahm. Nach Blakeys Tod 1991 arbeitete er an der Hartt-Fakultät, ab 1992 spielte er daneben mit Jackie McLean bis zu dessen Tod 2006. Ab 1995 begann Davis unter eigenem Namen eine Reihe von Alben aufzunehmen, an denen u. a. Eric Alexander, David Hazeltine und Harold Mabern mitwirkten, außerdem Steve Nelson, Brad Mehldau und Avishai Cohen bei Davis’ Album Portrait in Sound (2000). Zu hören ist er als Solist auf Slide Hamptons Album Spirit of the Horn (2003).
2007 entstand mit ehemaligen Mitspielern aus der Jackie-McLean-Band wie Eric McPherson und Nat Reeves sowie mit dem Pianisten Larry Willis das Album Alone Together mit Interpretationen des Miles-Davis-Klassikers „Milestones“, „My Foolish Heart“, „Surrey with the Fringe on Top“ und der Billy-Strayhorn-Nummer „Upper Manhattan Medical Group“. Mit Abraham Burton, Larry Willis, Nat Reeves und Billy Williams nahm er 2013 das Album For Real auf. Er hat 20 Alben unter eigenem Namen veröffentlicht.
Davis wirkte außerdem an Aufnahmen von Joseph Farnsworth, Avishai Cohen, Chick Coreas Sextett Origin, Freddie Hubbard, McLean, Cecil Payne, Larry Willis (Blue Fable, 2007) und Michael Weiss mit. Weiterhin tourte er international mit Dizzy Gillespies All-Stars, Jimmy Heath, Ron Carter und Chick Coreas My Spanish Heart Band. Auch nahm er mit der Gruppe One for All (Eric Alexander, Jim Rotondi, David Hazeltine, John Webber und Joe Farnsworth) auf, trat gelegentlich mit Stevie Wonder auf und war 2016 am White House Tribute to Ray Charles beteiligt.
Steve Davis ist nicht zu verwechseln mit dem gleichnamigen Jazz-Bassisten, der u. a. mit McCoy Tyner und John Coltrane arbeitete.

## Diskographische Hinweise
- The Jaunt (Criss Cross, 1995)
- Dig Deep (Criss Cross, 1996)
- Crossfire (Criss Cross, 1997)
- Portrait in Sound (Stretch, 2000)
- Systems Blue (Criss Cross, 2001)
- Meant to Be (Criss Cross, 2003)
- Alone Together (Mapleshade, 2007)
- Outlook (Posi-Tone Records, 2008, mit Mike DiRubbo, David Bryan, Dezron Douglas, Eric McPherson)
- Eloquence (JLP, 2009)
- Live At Small’s (Small’s Live, 2010)
- Images (Posi-Tone, 2010)
- Gettin’ It Done (Posi-Tone, 2012), mit Josh Bruneau, Mike DiRubbo, Larry Willis, Nat Reeves, Billy Williams
- Correlations (Smoke Sessions, 2019, mit Joshua Bruneau, Wayne Escoffery, Xavier Davis, Dezron Douglas, Jonathan Barber sowie Cyro Baptista)
- Bluesthetic (Smoke Sessions, 2022)
- Meets Hank Jones, Vol. 1 (2023)